# Image & Nature
Image & Nature est un magazine consacré à la photo de nature, fondé en janvier 2006 par Laurent Giraud.
Ce magazine mensuel destiné aux photographes passionnés de nature est le n°1 de la presse photo nature en Europe certifié par l'OJD.
Le siège social des Éditions Terre d'images, qui édite le magazine Image & Nature, est installé à Vivonne (86370).